# Geonímia
Geonímia é uma divisão da Geografia que estuda os topônimos associados a uma determinada coordenada geográfica. Enquanto um topônimo pode ser utilizado em vários locais, um geônimo é único.
O estudo da Geonímia leva em conta a geografia, a história e todos os outros aspectos da formação de um território. O estudo de mapas antigos e fontes históricas é sua principal ferramenta.
Além da utilidade principal cartográfica, de se produzirem melhores mapas de determinada região, a Geonímia tem como possível resultado ajudar no estabelecimento de regiões demarcadas de produtos ou marcas, como é comum na Europa e de importante expressão econômica.